# Лекса (приток Выга)
Лекса (Лекша) — река в России, протекает по территории Медвежьегорского района Карелии и Онежского района Архангельской области. Устье реки находится в 63 км от устья Выга по правому берегу. Длина реки — 72 км, площадь водосборного бассейна — 539 км²

### Притоки
(указано расстояние от устья)
- 1 км: река Сергиевская (пр)
- 22 км: река Стороница (лв)

Бассейну Лексы также принадлежит Кочкомозеро.

## Данные водного реестра
По данным государственного водного реестра России относится к Баренцево-Беломорскому бассейновому округу, водохозяйственный участок реки — бассейн озера Выгозеро до Выгозерского гидроузла, без реки Сегежа до Сегозерского гидроузла. Речной бассейн реки — бассейны рек Кольского полуострова и Карелии, впадает в Белое море.